# Aurora Tognetti
Aurora Tognetti (Roma, 16 settembre 1998) è una pentatleta italiana.

## Biografia
Ha rappresentato l'Italia ai Giochi olimpici giovanili estivi di Nanchino 2014 ed ha sfilato come portabandiera durante la cerimonia d'apertura. Nella gara a squadre mista ha vinto il bronzo, gareggiando in coppia con il sudcoreano Park Gilung.
Agli europei giovanili di Praga 2015 ha ottenuto l'argento nella staffetta mista, con Matteo Cicinelli.
Agli europei di Nižnij Novgorod 2021 ha vinto il bronzo a squadre con Francesca Tognetti e Irene Prampolini, mentre ai mondiali del 2023 ha vinto l'argento nella staffetta insieme a Beatrice Mercuri.

## Palmarès

### Per l'Italia
- Mondiali

Bath 2023: argento nella staffetta.
- Europei

Nižnij Novgorod 2021: bronzo a squadre.
Budapest 2024: oro a squadre e argento nella staffetta mista.
Madrid 2025: bronzo a squadre.

### Per la Squadra mista
- Giochi olimpici giovanili

Nanchino 2014: bronzo nella staffetta mista.